# Ogcocephalidae
Super-famille
Famille
Les poissons chauve-souris ou ogcocephalidés (Ogcocephalidae) forment une famille de poissons benthiques. Ils vivent dans les eaux profondes de l'Atlantique, de l'océan Indien et de l'Ouest du Pacifique.
Ce sont des poissons compressés dorsoventralement ressemblant à des raies, avec une tête circulaire, triangulaire ou en forme de boîte (chez Coelophrys) et une petite queue.
Le plus grand poisson chauve-souris atteint environ 50 centimètres de long. L'illicium (nageoire rayonnée dorsale modifiée à l'avant de la tête des Lophiiformes, qui sert d'appât) peut être rétracté dans une cavité au-dessus de la bouche. Il n'est pas lumineux, comme chez la plupart des autres Lophiiformes, mais sécrète un liquide agissant comme un appât chimique pour attirer les proies.
L'analyse du contenu de leur estomac indique que les poissons chauve-souris se nourrissent de poissons, de crustacés et de vers polychètes.
Ce sont des poissons benthiques, vivant essentiellement sur le talus continental à des profondeurs de 200 à 1 000 mètres. Cependant, certains genres du Nouveau Monde vivent dans les eaux côtières et les estuaires.
Du grec ὄγκος, protubérance.

## Liste des genres et des espèces

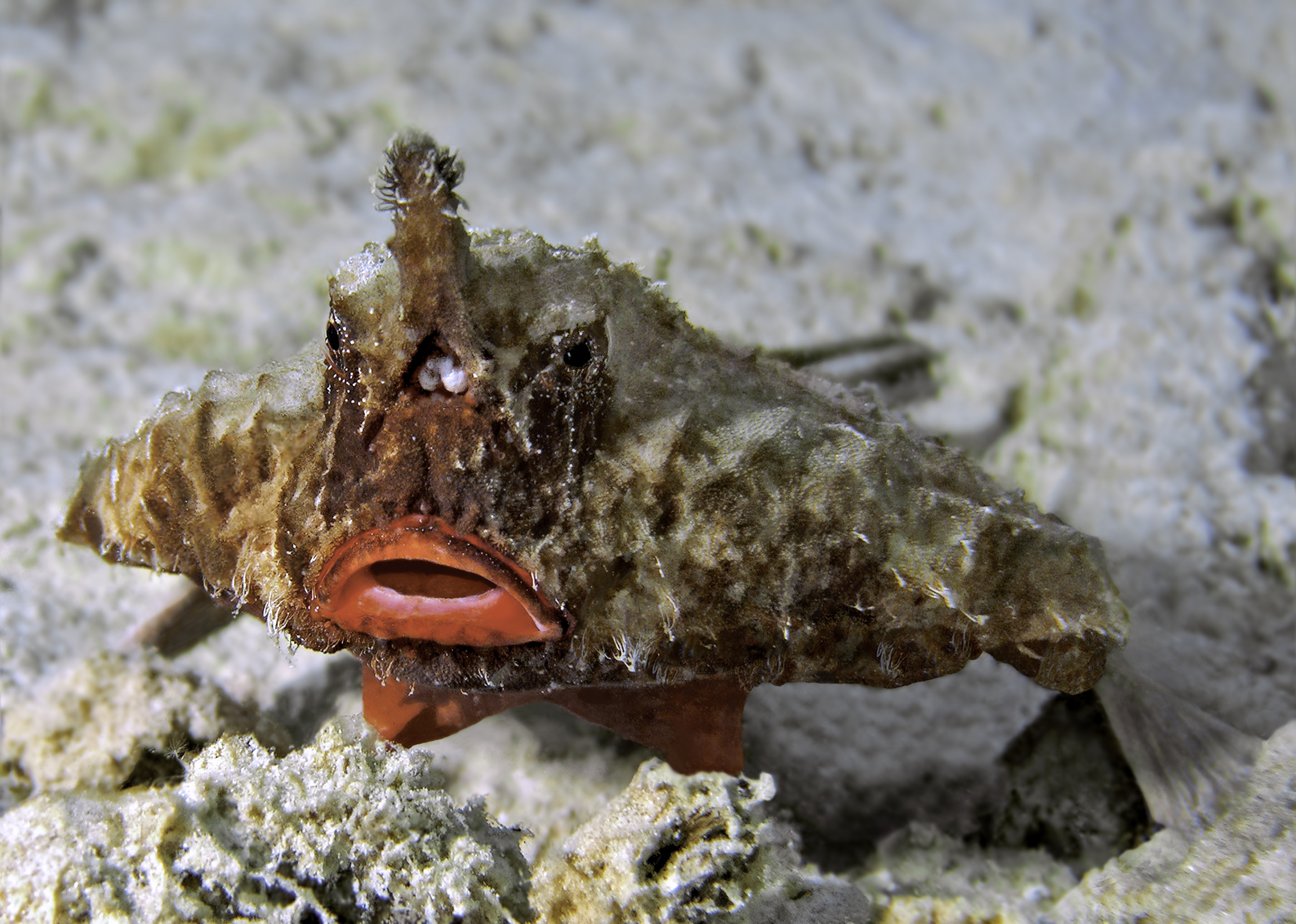
Ogcocephalus corniger, à une dizaine de mètres de fond.

On recense 66 espèces dans 10 genres :
- Genre Coelophrys
  - Coelophrys arca Smith & Radcliffe, 1912.Poisson chauve-souris

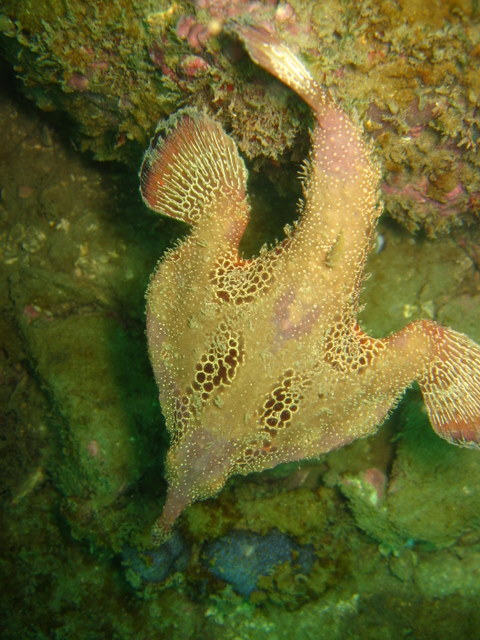
Poisson chauve-souris

  - Coelophrys bradburyae Endo & Shinohara, 1999.Poisson chauve-souris

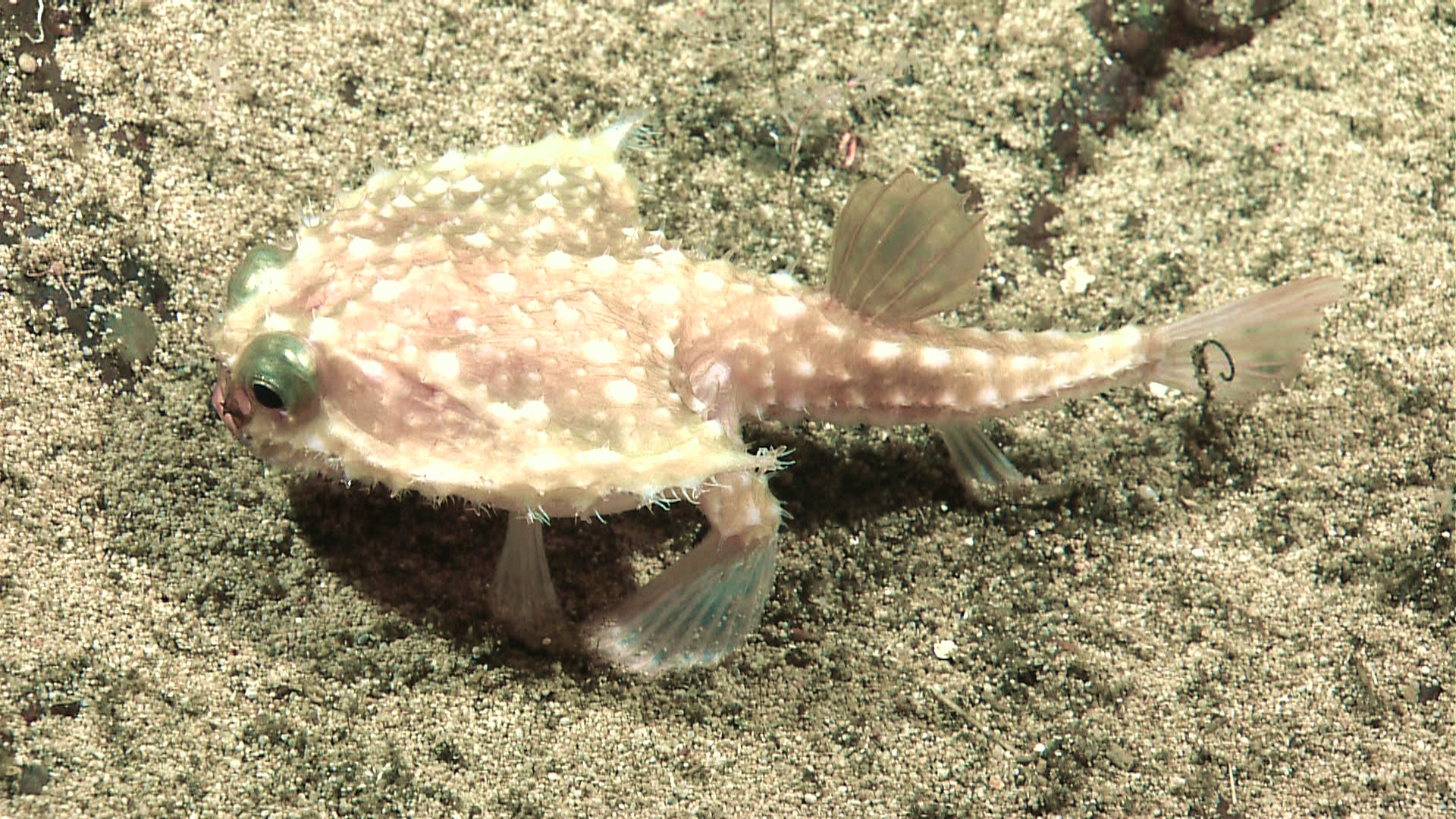
Poisson chauve-souris

  - Coelophrys brevicaudata Brauer, 1902.
  - Coelophrys brevipes Smith & Radcliffe, 1912.
  - Coelophrys mollis Smith & Radcliffe, 1912.
  - Coelophrys oblonga Smith & Radcliffe, 1912.
- Genre Dibranchus
  - Dibranchus accinctus Bradbury, 1999.
  - Dibranchus atlanticus Peters, 1876. Dibranchus atlanticus

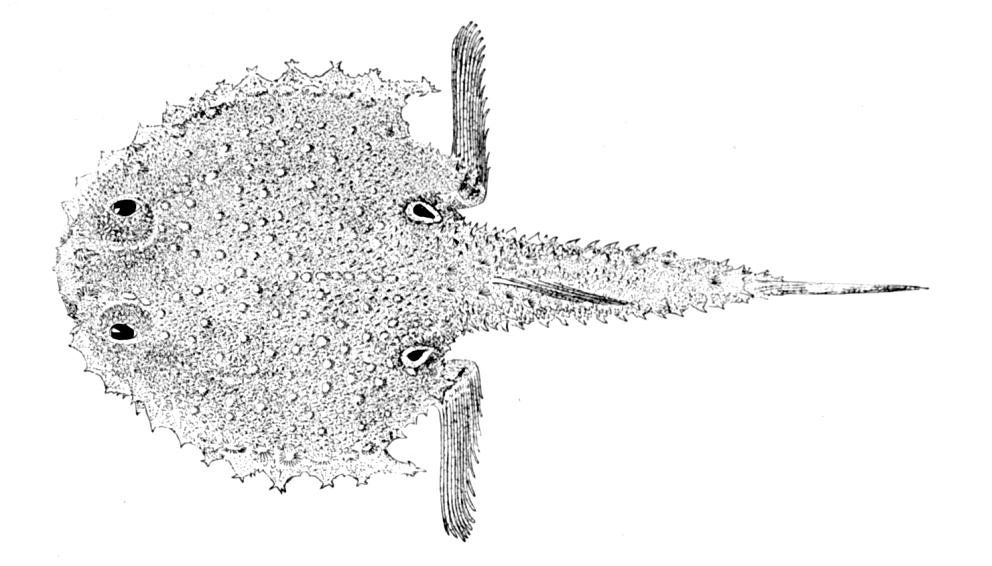
Dibranchus atlanticus

  - Dibranchus cracens Bradbury, McCosker & Long, 1999.
  - Dibranchus discors Bradbury, McCosker & Long, 1999.
  - Dibranchus erinaceus (Garman, 1899).
  - Dibranchus hystrix Garman, 1899.
  - Dibranchus japonicus Amaoka & Toyoshima, 1981.
  - Dibranchus nasutus (Cuvier, 1829).
  - Dibranchus nudivomer (Garman, 1899).
  - Dibranchus sparsus (Garman, 1899).
  - Dibranchus spinosus (Garman, 1899).
  - Dibranchus spongiosa (Gilbert, 1890).
  - Dibranchus tremendus Bradbury, 1999.
  - Dibranchus velutinus Bradbury, 1999.
- Genre Halicmetus
  - Halicmetus reticulatus Smith & Radcliffe, 1912.
  - Halicmetus ruber Alcock, 1891.
- Genre HalieutH APPY HOUSE
  - Halieutaea coccinea Alcock, 1889.
  - Halieutaea fitzsimonsi (Gilchrist & Thompson, 1916).
  - Halieutaea fumosa Alcock, 1894.
  - Halieutaea hancocki Regan, 1908.
  - Halieutaea indica Annandale & Jenkins, 1910.
  - Halieutaea nigra Alcock, 1891.
  - Halieutaea retifera Gilbert, 1905.
  - Halieutaea stellata (Swainson, 1839).Halieutaea stellata

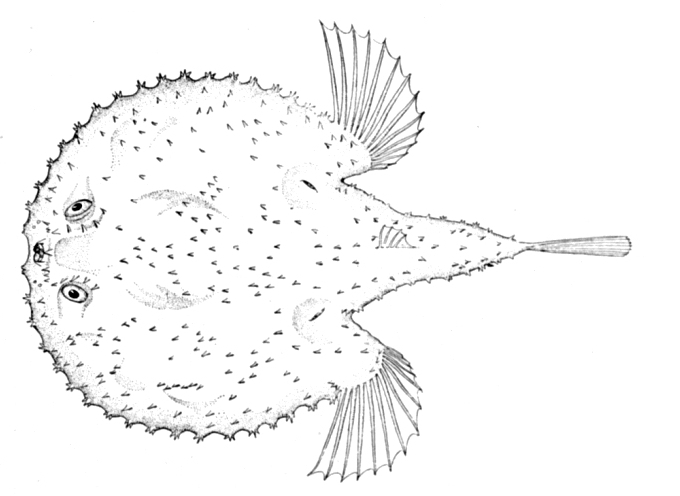
Halieutaea stellata

- Genre Halieutichthys Halieutichthys aculeatus

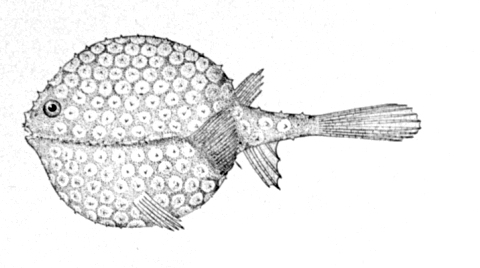
Halieutichthys aculeatus

  - Halieutichthys aculeatus (Mitchill, 1818).
- Genre Halieutopsis
  - Halieutopsis andriashevi Bradbury, 1988.
  - Halieutopsis bathyoreos Bradbury, 1988.
  - Halieutopsis galatea Bradbury, 1988.
  - Halieutopsis ingerorum Bradbury, 1988.
  - Halieutopsis margaretae Ho & Shao, 2007
  - Halieutopsis micropa (Alcock, 1891).
  - Halieutopsis simula (Smith & Radcliffe, 1912).
  - Halieutopsis stellifera (Smith & Radcliffe, 1912).
  - Halieutopsis tumifrons Garman, 1899.
  - Halieutopsis vermicularis Smith & Radcliffe, 1912.
- Genre Malthopsis
  - Malthopsis annulifera Tanaka, 1908.
  - Malthopsis gnoma Bradbury, 1998.
  - Malthopsis jordani Gilbert, 1905.
  - Malthopsis lutea Alcock, 1891.
  - Malthopsis mitrigera Gilbert & Cramer, 1897.
  - Malthopsis tiarella Jordan, 1902.
- Genre Ogcocephalus
  - Longnose batfish, Ogcocephalus corniger Bradbury, 1980.
  - Ogcocephalus cubifrons (Richardson, 1836).
  - Ogcocephalus darwini Hubbs, 1958.
  - Ogcocephalus declivirostris Bradbury, 1980.
  - Ogcocephalus nasutus (Cuvier, 1829).
  - Ogcocephalus notatus (Valenciennes, 1837).
  - Ogcocephalus pantostictus Bradbury, 1980.
  - Ogcocephalus parvus Longley & Hildebrand, 1940.
  - Ogcocephalus porrectus Garman, 1899.
  - Ogcocephalus pumilus Bradbury, 1980.
  - Ogcocephalus radiatus (Mitchill, 1818).
  - Ogcocephalus rostellum Bradbury, 1980.
  - Ogcocephalus vespertilio (Linnaeus, 1758).
- Genre Solocisquama
  - Solocisquama carinata Bradbury, 1999.
  - Solocisquama erythrina (Gilbert, 1905).
  - Solocisquama stellulata (Gilbert, 1905).
- Genre Zalieutes
  - Zalieutes elater (Jordan & Gilbert, 1882).
  - Zalieutes mcgintyi (Fowler, 1952).

Selon Paleobiology Database (16 février 2019) :
- Genre † Tarkus Carnevale et Pietsch[2], 2011